# Callie Khouri

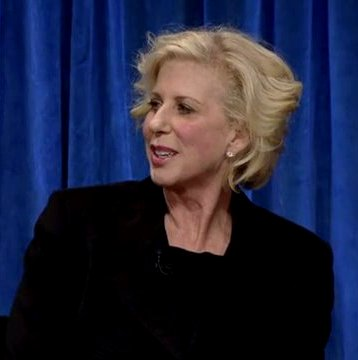
Callie Khouri 2013.

Carolyn Ann "Callie" Khouri, född 27 november 1957 i San Antonio i Texas, är en amerikansk manusförfattare, filmproducent och filmregissör. 
Callie Khouri fick en Oscar 1992 för manuset till Ridley Scotts Thelma & Louise.

## Filmografi (urval)

### Som manusförfattare
- 1991 – Thelma & Louise
- 1995 – Alla talar om Grace
- 2001 – Ya-Ya flickornas gudomliga hemligheter
- 2008 – Mad Money
- 2012–2014 – Nashville (TV-serie) (34 avsnitt)